# La nave in fuga
La nave in fuga (Ship of Magic) è un romanzo fantasy del 1998 dell'autrice statunitense Megan Lindholm con lo pseudonimo di Robin Hobb; è la seconda parte del romanzo originale Ship of Magic, pubblicato in italiano in due volumi, che costituisce il primo capitolo della trilogia dedicata ai Mercanti delle navi viventi, edito in Italia come il ciclo dei mercanti di Borgomago e suddiviso in cinque volumi.
Sono riprese le vicende narrate nel libro La nave della magia, a distanza di qualche settimana.
Gli eventi successivi sono narrati nel romanzo La nave dei pirati.

## Trama
La narrazione riprende in autunno inoltrato quando Althea Versit, si è fatta assumere come mozzo sulla nave da macello Mietitrice, assumendo la falsa identità di un ragazzo di nome Athel. Anche Brashen Trell è su quella nave ed è l'unico a conoscenza del suo segreto: fra i due nasce un'amichevole complicità che sconfina a tratti in una relazione. Althea lavora duramente sulla nave ed ottiene il rispetto della ciurma e del suo capitano, fino a che giunti ad inverno inoltrato nel porto di Candelaia quando è pronta ricevere una menzione ufficiale, il suo inganno viene scoperto e viene licenziata. Anche Brashen viene licenziato per aver assecondato l'inganno, così i due che si trovano senza lavoro e in una città straniera finiscono per litigare: Althea si fa assumere sulla nave vivente Ophelia per tornare a Borgomago, mentre Brashen Trell, figlio diseredato di mercanti, si fa assumure su una nave di contrabbandieri che punta verso i villaggi delle Rive Maledette.
A Borgomago la situazione si fa sempre più complessa per i Mercanti che vedono sempre di più perdere il loro potere politico ed economico a discapito della lobby dei Nuovi Mercanti, forestieri giunti con autorizzazione diretta del Satrapo di Jamaillia che introducono la schiavitù nella città. Ronica Versit, vedova di Ephron, assiste all'inesorabile prosciugamento di ogni loro ricchezza: il debito più preoccupante è con la famiglia Khuprus delle Giungle della Pioggia, che le prospetta un matrimonio riparatore ad estinzione del debito per la costruzione della Vivacia, così come da contratto. Tutta la famiglia Versit inorridisce all'idea di vedere la piccola Malta poco più che dodicenne andare in sposa ad un Mercante delle Giungle della Pioggia, un popolo mortificato nel corpo da mutazioni fisiche che li fanno assomigliare a rettili.
La Vivacia giunge al porto di Jamaillia, dove il capitano Haven è pronto ad acquistare il suo carico di schiavi. Per un incidente sfortunato Wintrow, sempre più depresso e pronto a fuggire dal padre, viene imprigionato e messo all'asta al mercato: il padre, accortosi del destino del ragazzo invece di pretenderne la liberazione, lo acquista come schiavo. Il destino di Wintrow così viene segnato: secondo le leggi di Jamaillia viene tatuato sul volto come schiavo appartenente alla Vivacia. Ripartiti alla volta di Chalced, però l'equipaggio subisce la rivolta degli schiavi che vengono liberati da Wintrow. Fra gli schiavi ribelli, Sa'Adar assume il ruolo di leader e alla vista della Marietta, la nave del capitano Kennit famoso per il ruolo di affrancatore, gli consegna la Vivacia.
Kennit, nel frattempo sempre più in auge presso la popolazione delle Rive Maledette, durante un assalto ad una nave rimane vittima di un attacco di un serpente di mare che gli mutila una gamba e infettandolo: la sua vita ora è in pericolo, anche se cerca di mostrarsi al suo equipaggio determinato a superare il suo destino mortale. Finalmente la buona sorte lo arride: Kennit, coronando il suo sogno, riesce a impadronirsi del veliero vivente Vivacia.
La nave maledetta Paragon deve affrontare un destino infame: è intenzione di alcuni Nuovi Mercanti acquistarlo dalla famiglia LaSuerte per disassemblarlo ed utilizzare il legno magico che lo compone per l'inizio di nuovi commerci. Ad opporsi a questo illecito uso si oppone con forza solo Ambra, l'ebanista straniera, che cerca di escogitare un metodo per dissuadere i LaSuerte a cedere alla generosa offerta economica.